# Klatrat
Et klatrat eller en indeslutningsforbindelse er en kemisk substans bestående af et gitter af én type molekyler, der indeslutter en anden type molekyle. Ordet klatrat er udledt af det latinske clatratus, der betyder med stænger eller et gitter. Et eksempel på en klatrat er klatrathydrat, en speciel type gashydrat, i hvilken et gitter af vandmolekyler indeslutter molekyler af en fanget gas. Videnskabsfolk tror, at forbindelser på havbunden har fanget store mængder metan i lignende konfigurationer. Efterforskere er begyndt at undersøge silicium- og germaniumklatrater for mulige halvledende eller superledende egenskaber.